# Museo del cioccolato Imhoff
Il Museo del cioccolato Colonia (in tedesco: Schokoladenmuseum Köln) è un museo di Colonia. Il museo prendeva il nome Imhoff Museo del cioccolato  (in tedesco: Imhoff Schokoladenmuseum)  da Hans Imhoff, l'imprenditore che fondò il museo nel 1993. Originariamente il nome era Museo del cioccolato Imhoff-Stollwerck (Imhoff-Stollwerck Schokoladenmuseum), dal nome dell'azienda cioccolatiera Stollwerck, a capo della quale era Imhoff.

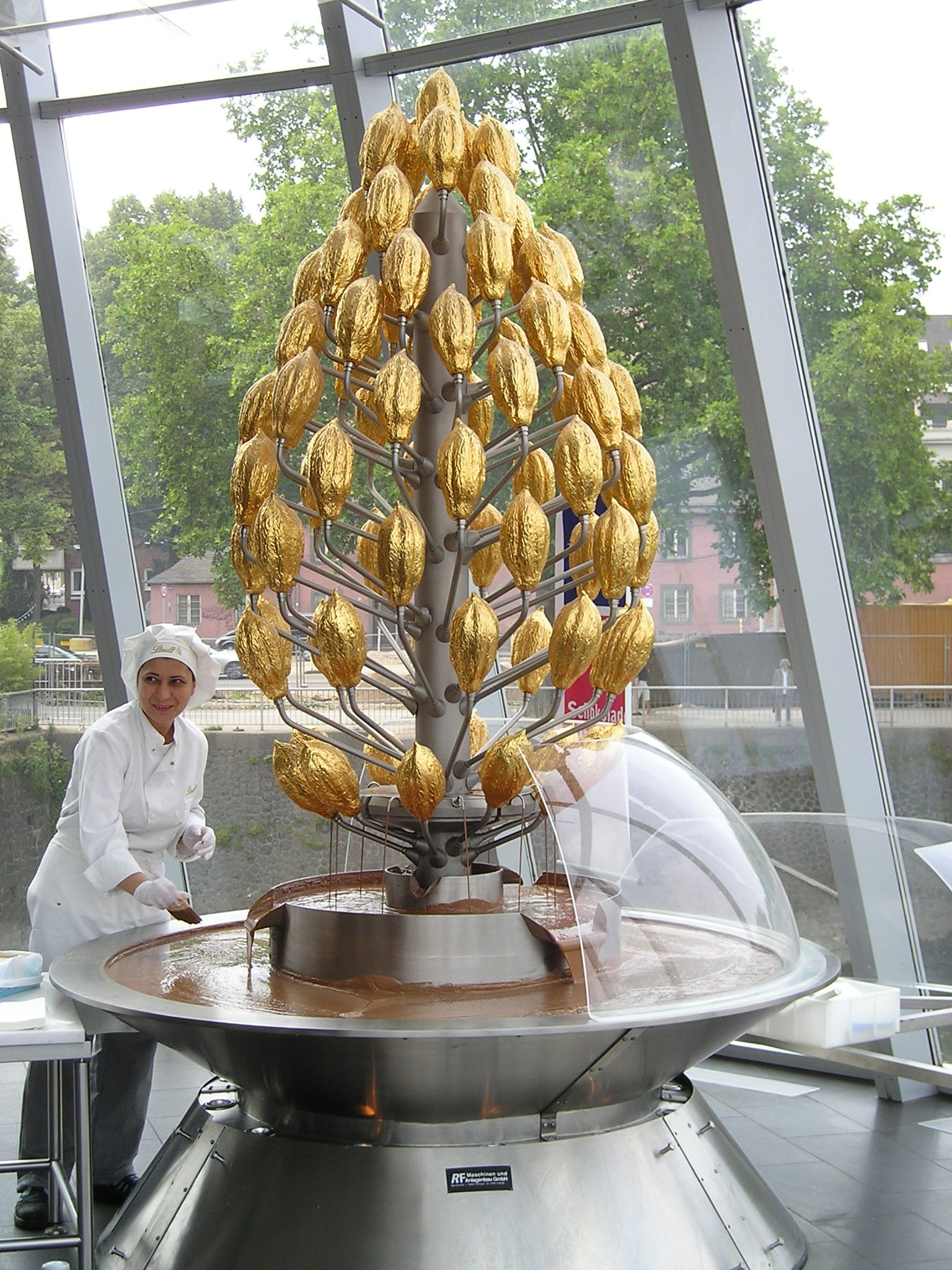
La fontana di cioccolata

Ha assunto l'attuale nome nel 2006, quando, come partner del museo, alla Stollwerck si è sostituita la Lindt & Sprüngli.
Ha una media di 650.000 visitatori annui.
Si articola in una parte che illustra la storia del cacao, dai Maya, Aztechi e Olmechi, fino ai giorni nostri, una serra che ospita piante di Theobroma cacao e Theobroma grandiflorum ed una riproduzione miniaturizzata di un impianto di produzione del cioccolato.
Caratteristica è la fontana di cioccolata alta tre metri, nella quale i collaboratori del museo intingono dei wafer da offrire agli ospiti.